# Židovský hřbitov v Liberci
Židovský hřbitov v Liberci leží jihovýchodně od nároží ulic Květnové revoluce a Ruprechtické. Než byl vystavěn, používal se židovský hřbitov v Turnově. Původní rozloha 500 m2 nebyla dostačující a tak se roku 1886 rozhodlo o rozšíření. S rozšířením byla vystavěna secesní obřadní síň v průčelní části hřbitova. Obřadní síň sloužila po válce jako skladiště kávy, když byla roku 2009 renovovaná, tak interiér byl přeměněn v Památník obětem šoa. Je chráněn jako kulturní památka České republiky.